# ميكانيكا الصخور

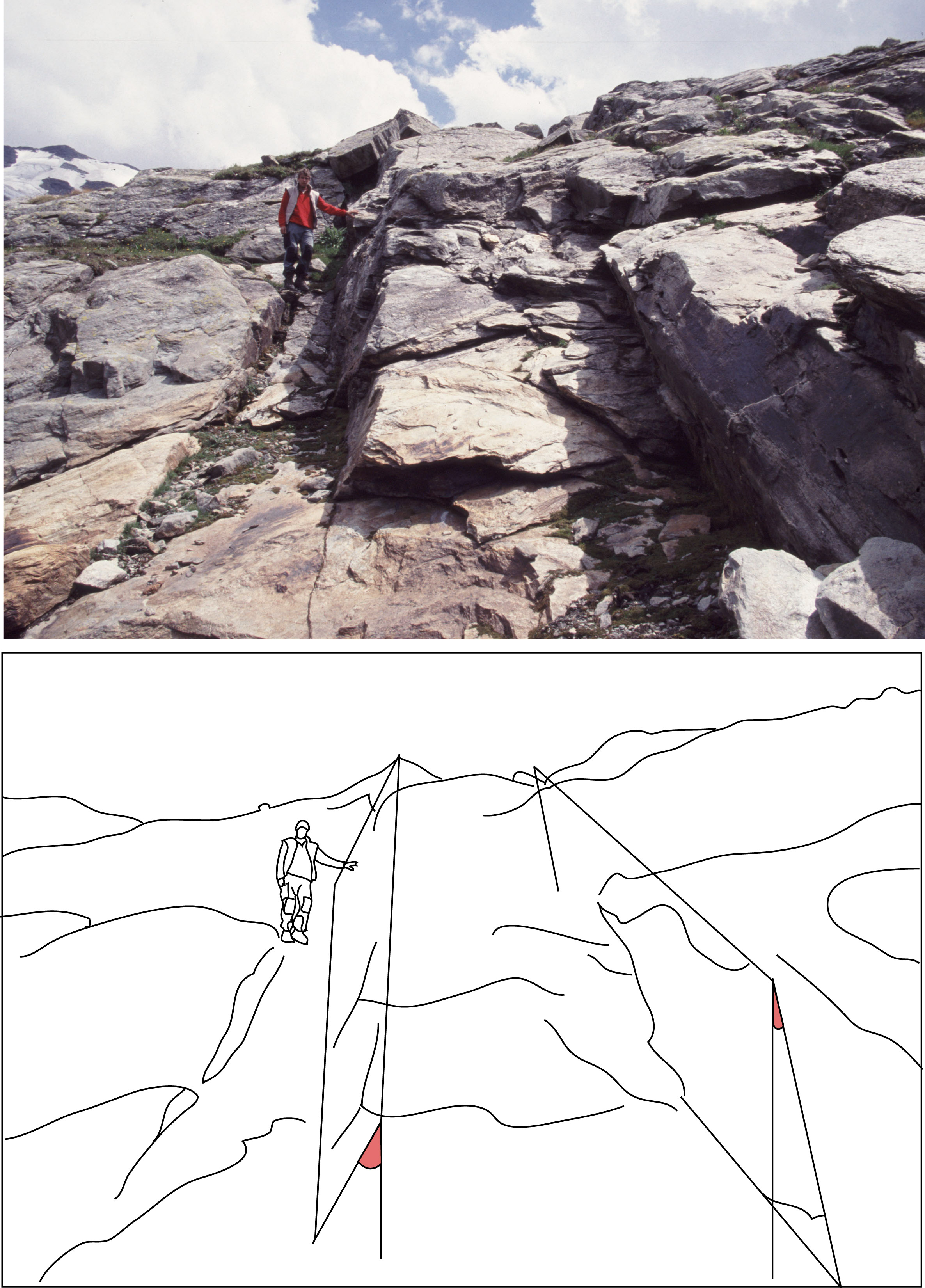

ميكانيكا الصخور هو علم نظري وتطبيقي يدرس السلوك الميكانيكي للصخور والكتل الصخرية. ومقارنةً بعلم الجيولوجيا، فإنه يعد فرع الميكانيكا المعني باستجابة الصخور والكتل الصخرية لحقول القوة الخاصة ببيئتها المادية.
وتكون ميكانيكا الصخور جزءًا من موضوع الميكانيكا الجيولوجية في نطاقها الأوسع، والتي تعنى بالاستجابات الميكانيكية لجميع المواد الجيولوجية، بما في ذلك أنواع التربة. إن ميكانيكا الصخور، حسبما هو مطبق في الجيولوجيا الهندسية والتعدين والبترول والهندسة المدنية، تُعنى بتطبيق مبادئ الميكانيكا الهندسية على تصميم الهياكل الصخرية التي تنتج عن التعدين أو الحفر أو إنتاج الاحتياطات أو أنشطة البناء المدني، مثل بناء الأنفاق وممرات التعدين وعمليات التنقيب تحت الأرض، والمناجم المجوفة وآبار البترول والغاز واختصارات الطرق ومستودعات النفايات والهياكل الأخرى المحفورة في الصخور أو المبنية منها. وهي تشمل أيضًا تصميم أنظمة التعزيز، مثل أنماط التكوينات الصخرية.